# Rozpoznanie pomiarowe artylerii
Rozpoznanie pomiarowe artylerii – część składowa artyleryjskiego rozpoznania naziemnego, mająca na celu zdobywanie danych o artylerii przeciwnika, określanie danych niezbędnych do przygotowania i wykonania ognia własnej artylerii oraz topograficznego dowiązania jej ugrupowania bojowego.
Artyleryjskie rozpoznanie pomiarowe prowadzą za pomocą specjalnych przyrządów (aparatury) specjalne plutony i baterie poszczególnych pododdziałów rozpoznawczych artylerii oraz artyleryjskie służby: topograficzna, meteorologiczna i fotogrametryczna. Rozpoznanie pomiarowe artylerii stosowane było w czasie II wojny światowej.